# Liste des stations du métro de Tokyo
Pour un article plus général, voir Métro de Tokyo.
 (août 2024).
Si vous disposez d'ouvrages ou d'articles de référence ou si vous connaissez des sites web de qualité traitant du thème abordé ici, merci de compléter l'article en donnant les références utiles à sa vérifiabilité et en les liant à la section « Notes et références ».
La liste des stations du métro de Tokyo est une liste alphabétique des stations du métro de Tokyo, au Japon. Elle comprend les stations des deux réseaux composant le métro de Tokyo: Tokyo Metro et Toei.

## Introduction
(octobre 2018).
Le contenu est difficilement compréhensible vu les erreurs de traduction, qui sont peut-être dues à l'utilisation d'un logiciel de traduction automatique.

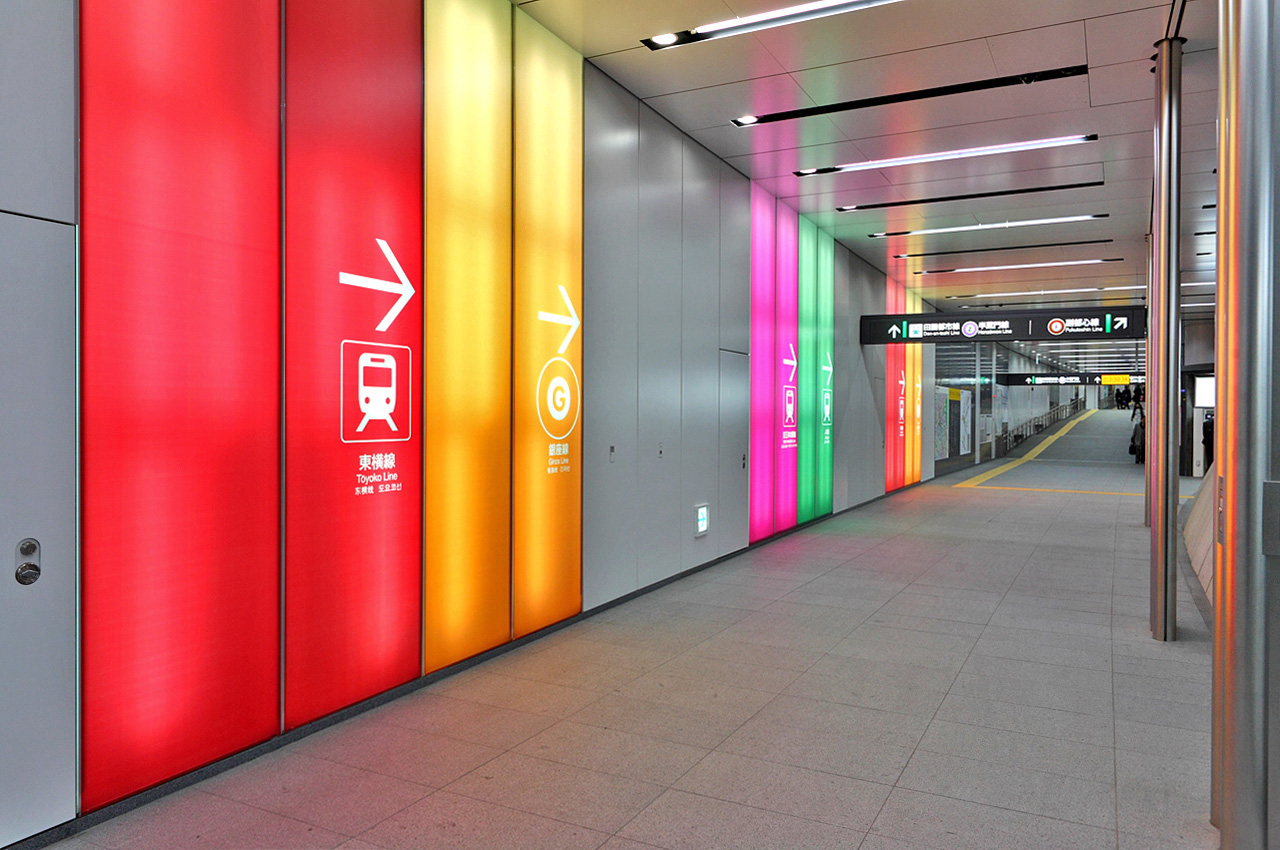
Système de couleurs permettant aux passagers de la ligne Fukutoshin de se repérer à la station Shibuya. Cette station est la plus utilisée du réseau Tokyo Metro et constitue un pôle d'échange majeur avec les réseaux Keiō, JR East et Tōkyū.

Il y a au total 142 stations «uniques» sur le réseau métropolitain de Tokyo (c'est-à-dire que les stations de métro desservies par plusieurs lignes ne sont comptabilisées qu'une seule fois). En comptant chaque station de chaque ligne, il y a 179 stations au total. Tokyo Metro considère les stations de Kokkai-gijidōmae et Tameike-Sannō comme une seule station d'échange, en dépit du fait qu'elles portent des noms différents. Si elles étaient considérées comme des stations distinctes, il y aurait alors un total de 143 stations uniques et 180 stations au total. La plupart des stations sont situées dans les 23 arrondissements spéciaux de Tokyo (特別区) et également à l'intérieur de la boucle de la ligne Yamanote de la JR East. Certains arrondissements tels que Setagaya et Ōta n'ont pas, ou ont seulement un nombre limité de stations car dans ces deux cas, le service ferroviaire est assuré par Toei, ou par l'un des grands opérateurs de chemins de fer privés (大 手私鉄).
En règle générale, le nombre quotidien de passagers correspond au total des entrées et des sorties de chaque poste et exclut les transferts dans le système. Cependant, le métro de Tokyo renseigne l'achalandage séparément pour des stations directement partagées avec d'autres chemins de fer. Par exemple, Shirokanedai et d'autres stations de ligne Namboku partagées avec la ligne Mita ou des stations de correspondance qui permettent l'entretien et les transferts avec d'autres chemins de fer sans sortir de la station payée. Par exemple, Ayase sur la ligne Chiyoda. Pour les stations directement partagées avec d'autres chemins de fer, l'usager quotidien considère seulement les gens utilisant les trains du métro de Tokyo ou au moyen de trains possédés par d'autres compagnies de chemins de fer fonctionnant en tant que trains du métro de Tokyo). Pour les stations de correspondance, l'usager quotidien inclut également les passagers inter-entreprises sur les trains d'entretien (dans le cadre des accords de droits de suivi) ou le transfert des trains des autres chemins de fer sans passer par les tarifs.
En raison de la méthode de déclaration du métro de Tokyo, les stations desservies par plusieurs lignes qui se qualifient à la fois comme stations partagées ou de correspondance et comme stations «régulières» (c'est-à-dire, non partagées et sans correspondance) sont généralement séparées par type de station. Les exemples incluent Shibuya, où l'achalandage pour les lignes interconnectées de la ligne Hanzōmon et de la ligne Fukutoshin (qui sont des stations de correspondance pour, respectivement, la ligne Tōkyū Den-en-toshi et la ligne Tōkyū Tōyoko) est séparée hors de l'achalandage à la station terminale de Shibuya de la ligne Ginza, qui n'est pas liée à un service avec tout autre chemin de fer.

## Liste par ordre alphabétique
- Haut – A
- B
- C
- D
- E
- F
- G
- H
- I
- J
- K
- L
- M
- N
- O
- P
- Q
- R
- S
- T
- U
- V
- W
- X
- Y
- Z

### A
- Akabanebashi
- Akasaka
- Akasaka-mitsuke
- Akebonobashi
- Aoyama-itchōme
- Asakusabashi
- Asakusa
- Awajichō
- Ayase

### B
- Bakuro-Yokoyama
- Baraki-Nakayama

### C
- Chikatetsu-Akatsuka
- Chikatetsu-Narimasu

### D
- Daimon

### E
- Ebisu
- Edogawabashi

### F
- Fudōmae
- Funabori

### G
- Gaiemmae
- Ginza
- Ginza-itchōme
- Gokokuji
- Gotanda
- Gyōtoku

### H
- Hakusan
- Hamachō
- Hanzōmon
- Harajuku
- Hasune
- Hatchōbori
- Heiwadai
- Higashi-Ginza
- Higashi-Ikebukuro
- Higashi-Nihombashi
- Higashi-Ōjima
- Hikarigaoka
- Hikawadai
- Hiroo
- Hon-Komagome
- Honjo-Azumabashi

### I
- Ichigaya
- Ichinoe
- Ikebukuro
- Inarichō
- Iriya
- Itabashi-Kuyakushomae
- Iwamotochō

### J
- Jimbōchō

### K

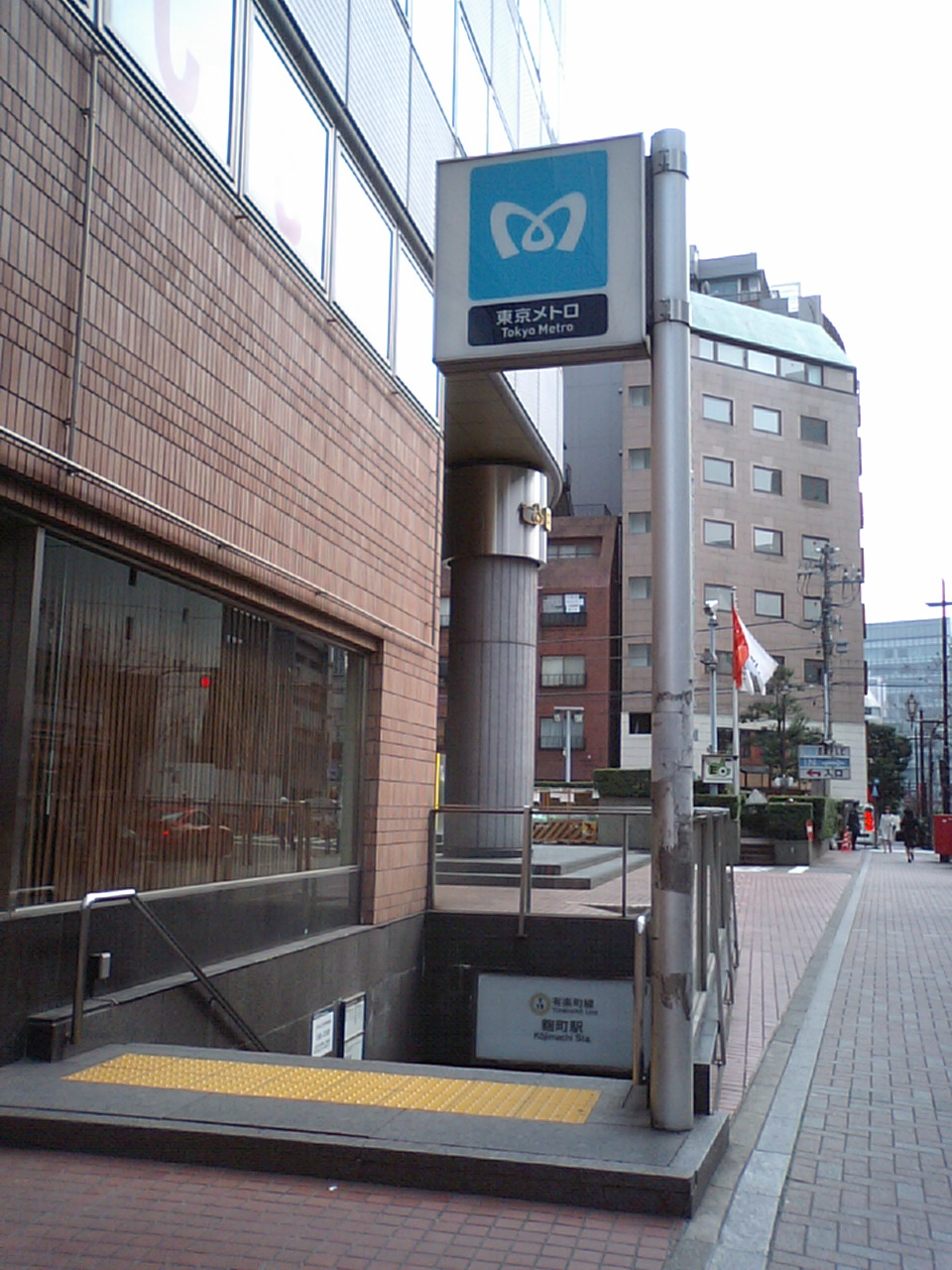
Kōjimachi (Tokyo Metro)

- Kachidoki
- Kagurazaka
- Kamiyachō
- Kanamechō
- Kasai
- Kasuga
- Kayabachō
- Kiba
- Kikukawa
- Kita-Ayase
- Kita-Senju
- Kiyosumi-shirakawa
- Kodemmachō
- Kōjimachi
- Kokkai-gijidōmae
- Kokuritsu-Kyōgijō
- Komagome
- Kōrakuen
- Kotake-Mukaihara
- Kudanshita
- Kuramae
- Kyōbashi

### M

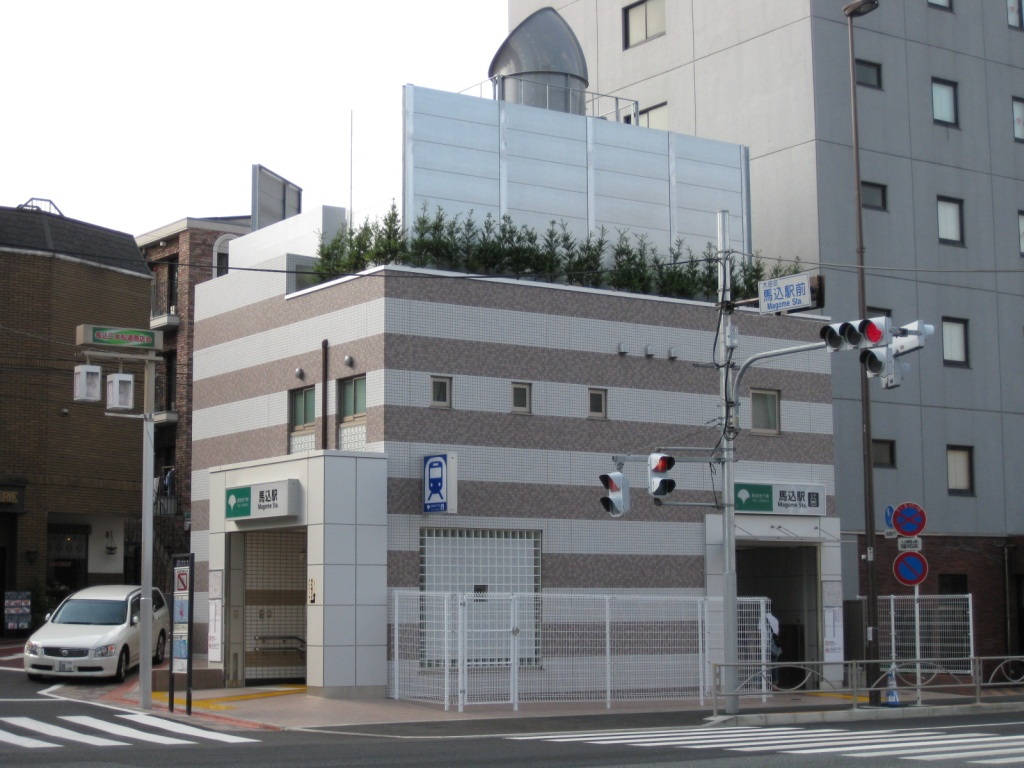
Magome (Toei)

- Machiya
- Magome
- Meguro
- Meiji-jingūmae
- Minami-Gyōtoku
- Minowa
- Mita
- Mitsukoshimae
- Mizue
- Monzen-Nakachō
- Morishita
- Musashi-Koyama
- Myōden

### N
- Nagatachō
- Nakano
- Nakano-Fujimichō
- Naka-Meguro
- Naka-Okachimachi
- Nerima-Kasugachō
- Nezu
- Nihombashi
- Nijūbashimae
- Ningyōchō
- Nishidai
- Nishigahara
- Nishi-Funabashi
- Nishi-Magome
- Nishi-Ōjima
- Nishi-Sugamo
- Nogizaka

### O
- Ochiai
- Ochiai-Minami-Nagasaki
- Ogawamachi
- Ogikubo
- Ōji
- Omotesandō
- Onarimon
- Oshiage
- Ōtemachi

### R
- Roppongi
- Roppongi-itchōme

### S

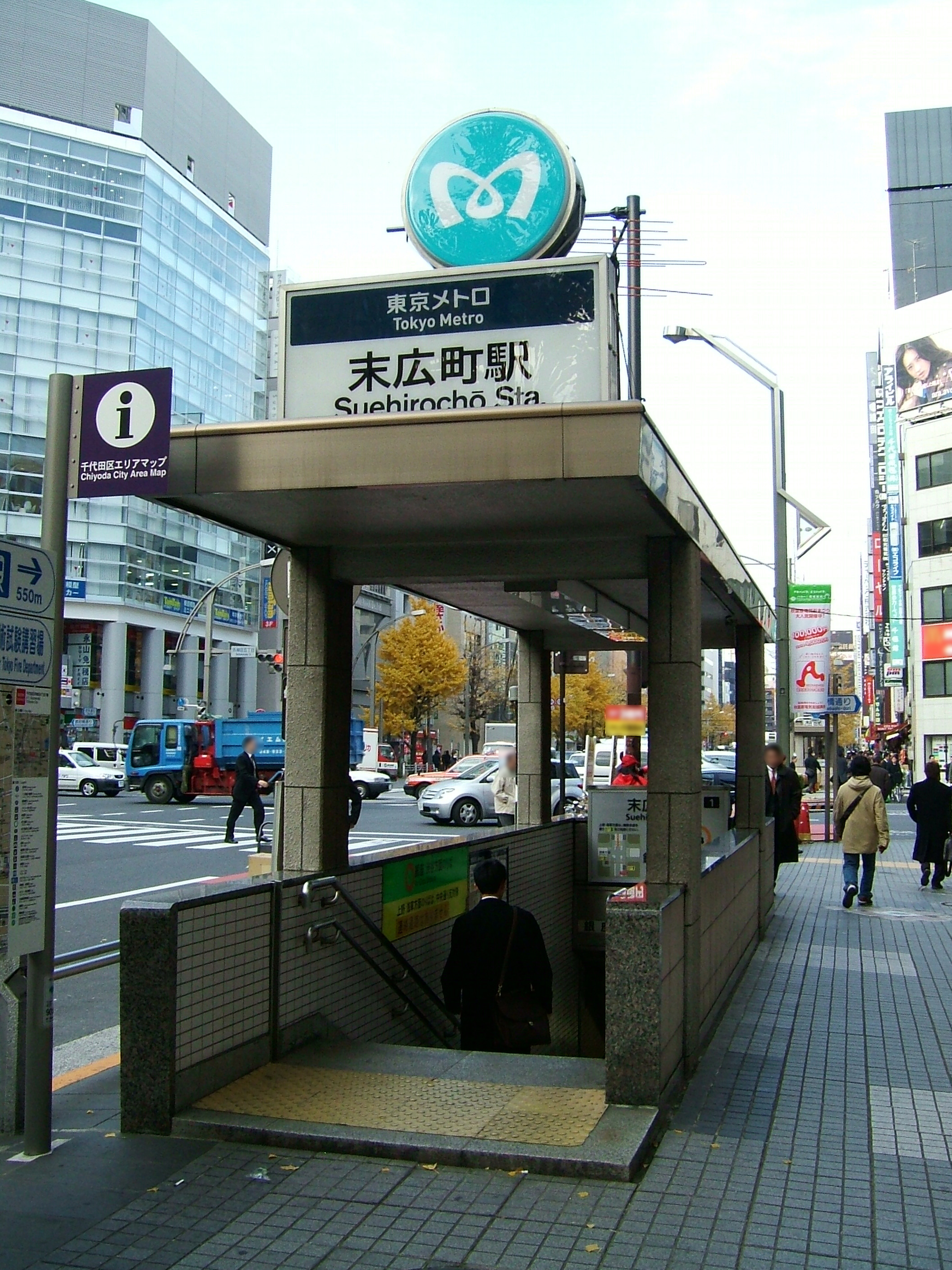
Suehirochō (Tokyo Metro)

- Sakuradamon
- Sendagi
- Sengakuji
- Sengoku
- Shibakōen
- Shibuya
- Shimbashi
- Shimo
- Shimura-sanchōme
- Shimura-Sakaue
- Shinjuku
- Shinjuku-Gyoemmae
- Shinjuku-Nishiguchi
- Shinjuku-sanchōme
- Shin-Egota
- Shin-Ochanomizu
- Shin-Ōtsuka
- Shin-Takashimadaira
- Shinozaki
- Shintomichō
- Shiodome
- Shirokane-takanawa
- Shirokanedai
- Suehirochō
- Sugamo
- Suitengūmae
- Sumiyoshi

### T
- Takadanobaba
- Takanawadai
- Takarachō
- Takashimadaira
- Takebashi
- Tameike-Sannō
- Tatsumi
- Tawaramachi
- Tochōmae
- Tōdaimae
- Togoshi
- Toranomon
- Toranomon Hills
- Tōyōchō
- Toyosu
- Tsukiji
- Tsukijishijō
- Tsukishima

### U
- Uchisaiwaichō
- Ueno-hirokōji
- Ueno-Okachimachi
- Urayasu
- Ushigome-Kagurazaka
- Ushigome-Yanagichō

### W
- Wakamatsu-Kawada
- Wakōshi
- Waseda

### Y
- Yotsuya
- Yotsuya-sanchōme
- Yoyogi-kōen
- Yoyogi-Uehara
- Yūrakuchō
- Yushima